# El gallo de Morón

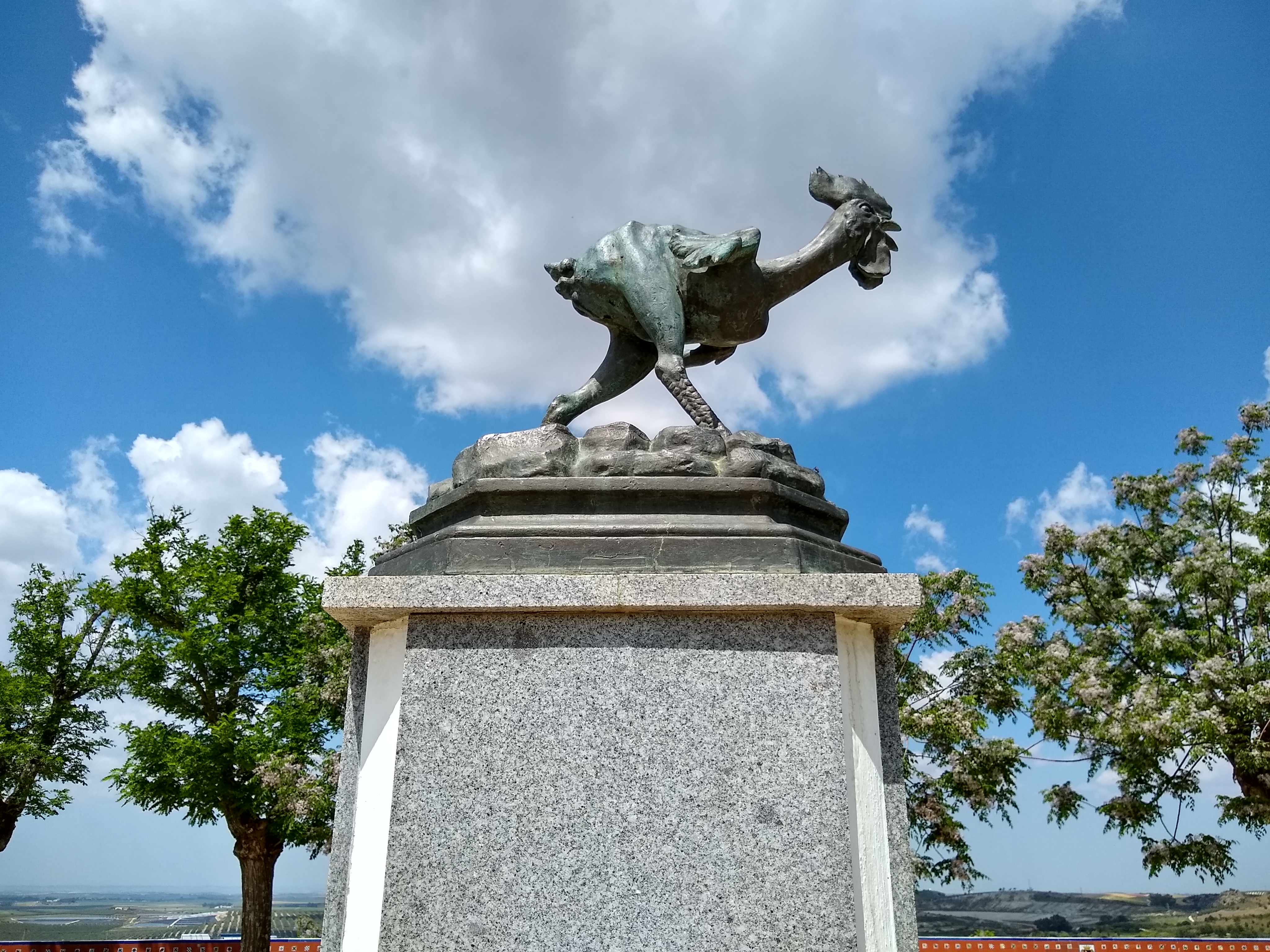
Estatua del gallo de Morón de 1916, realizada por José Márquez Fernández. Paseo del Gallo en Morón de la Frontera, Andalucía, España.

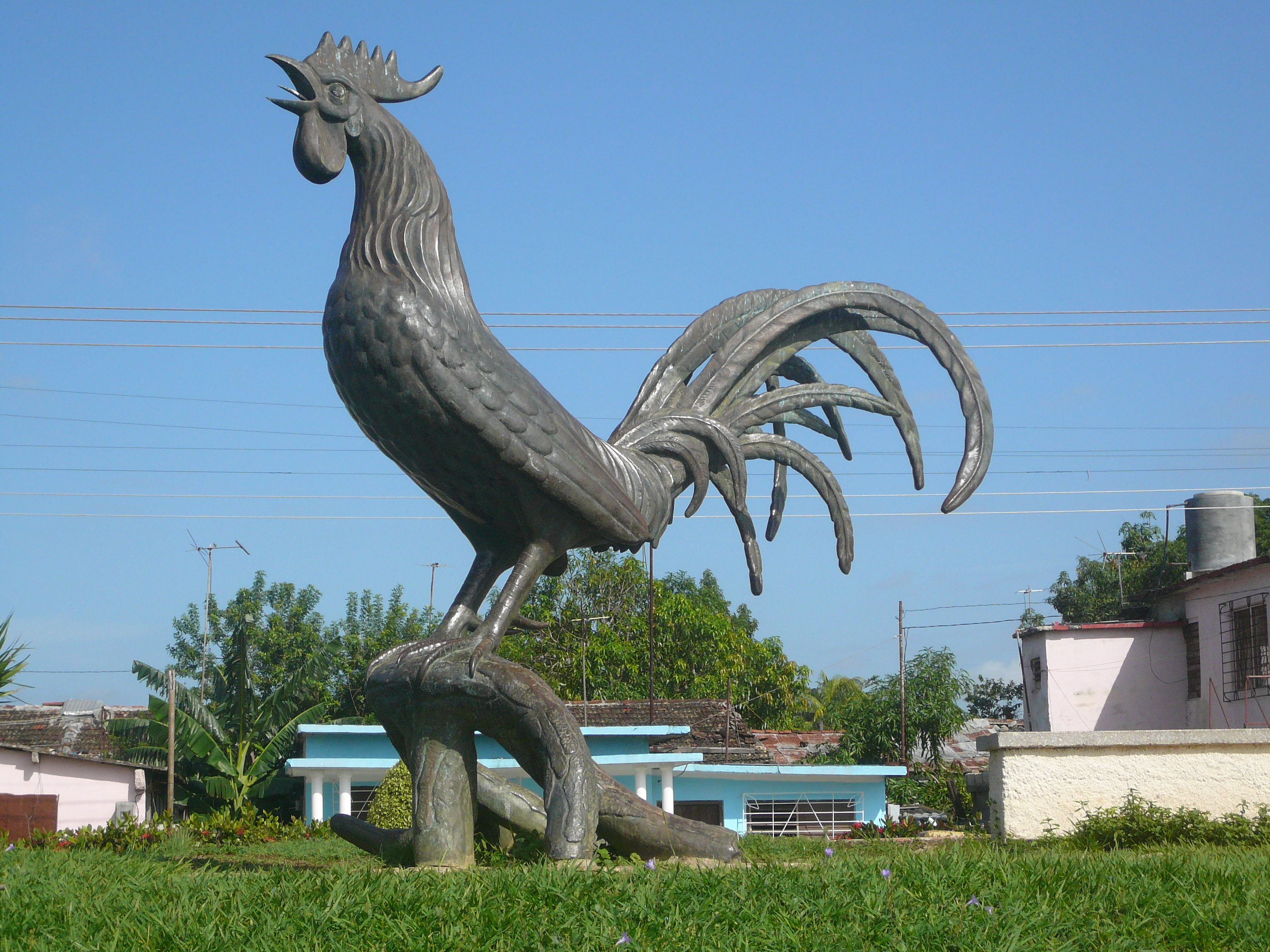
En Morón (Cuba) hay una estatua del gallo de Morón, refiriéndose al Morón de Andalucía, obra de Rita Longa ejecutada en 1982.

El gallo de Morón remite a una frase comparativa, documentada desde principios del siglo XVIII, para referirse a quien queda sin dinero (sin pluma) y gritando (cacareando), y creada a partir de la comparación con "el gallo de Platón" desplumado por Diógenes, documentada en 1624 con un valor casi idéntico. Desde finales del siglo XIX, algunos cronistas locales han creado diversas leyendas de carácter histórico que atribuyen el dicho a un suceso supuestamente acaecido en Morón de la Frontera (provincia de Sevilla, Andalucía, España). En la propia población hay una placa que refiere una de esas leyendas:

Allá por el año 1500 se dividieron en dos bandos los vecinos, se enardecieron los ánimos y libraron verdaderas batallas. La Cancillería de Granada envió un juez con fama de matón, para poner orden, que repetía siempre "donde canta este gallo no canta otro". Los moronenses cansados de sus bravatas se pusieron de acuerdo y después de dejarlo completamente desnudo lo apalearon; por dicho motivo nació el popular refrán:

"Te vas a quedar como el gallo de Morón, sin plumas y cacareando en la mejor ocasión".

El dicho figura en numerosas canciones y obras de teatro desde el siglo XVIII, y es muy popular tanto en España como en Hispanoamérica.
También, se le apoda "gallo de Morón" al popular club deportivo Morón, de la ciudad homónima ubicada en Buenos Aires, Argentina. Dicha institución lleva como símbolo y escudo a un gallo sosteniendo un balón de fútbol desde hace más de 50 años.